# Sinfonía n.º 73 (Haydn)

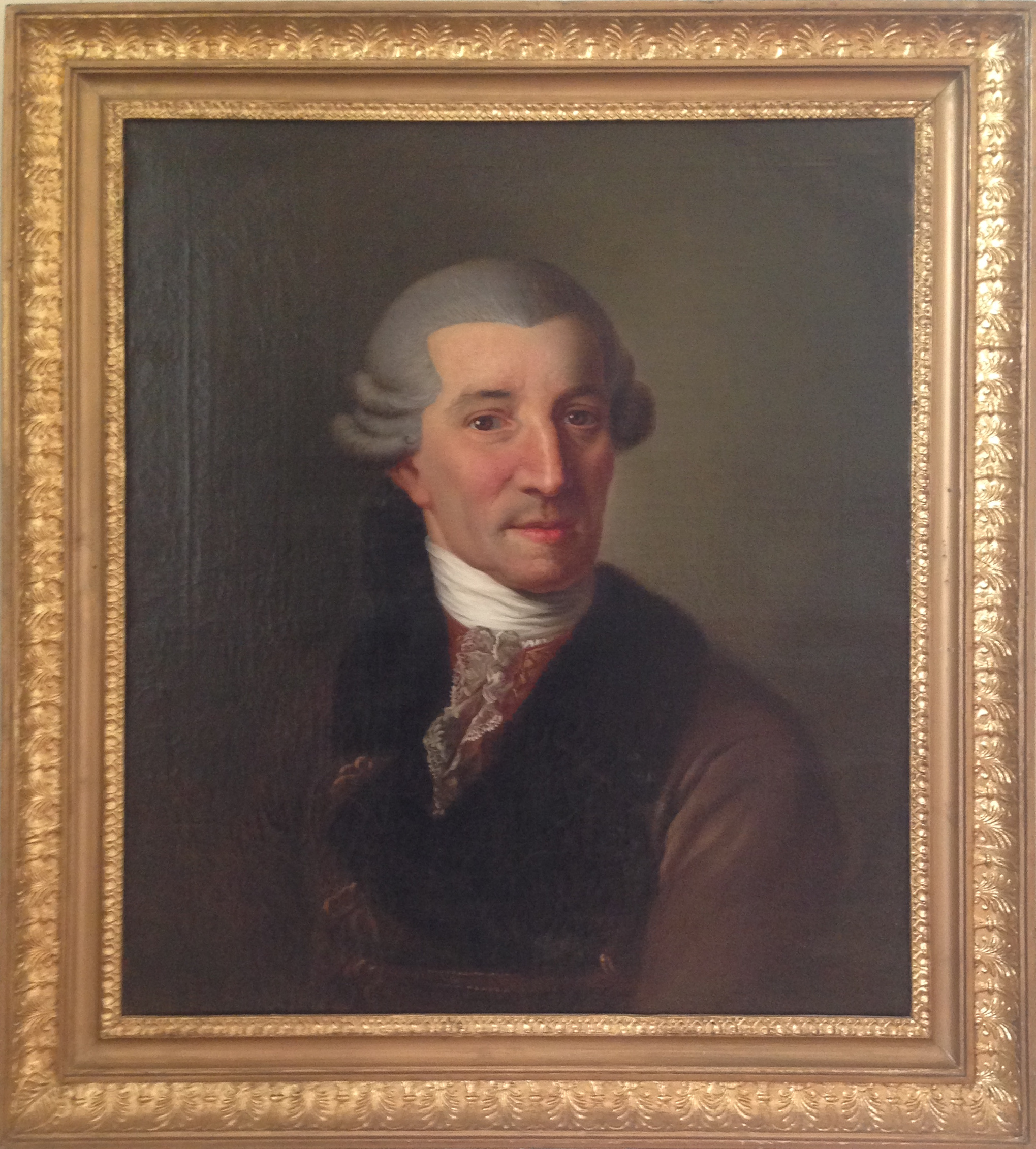
Haydn en 1785.

La Sinfonía n.º 73 en re mayor, Hob. I:73, también conocida como La caza o en francés La chasse, fue compuesta por Joseph Haydn en 1781.

## Historia
La producción sinfónica del maestro austríaco puede dividirse a grandes rasgos en tres bloques temporales: el primer bloque (1757-1761) se corresponde con su periodo al servicio del conde Carl von Morzin (n.º 1 - n.º 5); el segundo bloque en la corte Esterházy (1761-1790 pero con la última sinfonía para el público de Esterházy en 1781); y el tercer bloque (1782-1795) comprende las Sinfonías de París (n.º 82 - n.º 87) y las Sinfonías de Londres (n.º 93 - n.º 104). El 1 de mayo de 1761 el compositor firmó su contrato como vice-kapellmeister (más tarde kapellmeister) de la familia Esterházy, que nominalmente duró 48 años, hasta su muerte.
La composición de esta pieza se desarrolló en 1781. Se conserva el manuscrito autógrafo fechado en ese año. El año 1781 fue trascendental para Haydn ya que fue el año en que conoció a un Mozart de veinticinco años. Este encuentro cambió su vida y su estilo musical para siempre. Está bien documentado que el veterano quedó totalmente impresionado por el joven genio y, aunque mayor y bien establecido, empezó a aprender de él como si estuviera en las rodillas de su padre. Por su parte, Mozart también reconoció la genialidad del veterano y ambos seguirían inspirándose a lo largo de la década. Inmediatamente después de conocer a Mozart, Haydn escribió esta sinfonía, que da un giro con respecto a sus anteriores obras del género. No es una imitación de Mozart, si no un Haydn maduro. Haydn tampoco escribía una obra primero y luego le aplicaba un nombre o apodo, lo que pudo haber hecho en este caso. Pero la pieza es nuevamente aventurera. La asociación de Haydn con Mozart duró diez años, hasta que el anciano partió para su primera visita a Inglaterra a principios de 1791. Se dice que se despidió de Mozart con lágrimas en los ojos, temiendo no volver a encontrarse. Aunque Haydn se refería a su propio fallecimiento, quedó conmocionado al enterarse de la muerte de Mozart en diciembre de ese año, y el efecto en él fue devastador. Haydn aprendió mucho de Mozart, pero, como puede verse en esta obra, nunca le imitó.
El sobrenombre de la pieza refleja la popularidad del tema de la caza en la cultura musical del siglo XVIII que se materializa en llamadas de trompa que se escuchan en el Finale. Haydn compuso este movimiento originalmente como la obertura de su ópera La fedeltà premiata (La fidelidad recompensada), hecho que ayuda a fijar la fecha de la sinfonía. La melodía de la caza del final cita otra obra, La Chasse du cerf, un divertimento para voces, coro y conjunto instrumental escrito por Jean-Baptiste Morin. El propio Morin toma la melodía de La Sourcillade, también llamada La Vue, del compositor Philidor, escrito en la primera década del siglo XVIII. El tema de Haydn, pues, se reconoce fácilmente como un motivo de caza.

## Instrumentación
La partitura está escrita para una orquesta formada por:
- Viento madera: 1 flauta, 2 oboes y 2 fagotes.
- Viento metal: 2 trompas y [2 trompetas].
- Percusión: [timbales].
- Cuerda: una sección de cuerdas con 2 violines, viola, violonchelo y contrabajo.

Algunas versiones contienen además dos trompetas y timbales, que intervienen sólo en el Finale. En cuanto a la participación del clavecín como bajo continuo en las sinfonías de Haydn existen diversas opiniones entre los estudiosos: James Webster se sitúa en contra; Hartmut Haenchen a favor; Jamie James en su artículo para The New York Times presenta diferentes posiciones por parte de Roy Goodman, Christopher Hogwood, H. C. Robbins Landon y James Webster. A partir de 2019 la mayor parte de las orquestas con instrumentos modernos no utiliza el clavecín como continuo. No obstante, existen grabaciones con clavecín en el bajo continuo realizadas por: Trevor Pinnock (Sturm und Drang Symphonies, Archiv, 1989-1990); Nikolaus Harnoncourt (n.º 6–8, Das Alte Werk, 1990); Sigiswald Kuijken (incluidas las Sinfonías de París y Londres; Virgin, 1988-1995); Roy Goodman (Ej. n.º 1-25, 70-78, 82-87; Hyperion, 2002).

## Estructura y análisis
La sinfonía consta de cuatro movimientos:
- I. Adagio – Allegro, en re mayor 4
4
- II. Andante, en sol mayor 2
4
- III. Menuet. Allegretto – Trio, en re mayor 3
4
- IV. Finale. La chasse. Presto, en re mayor 6
8

La interpretación de esta obra dura aproximadamente entre 20 y 25 minutos.  

### I.Adagio – Allegro
El primer movimiento, Adagio – Allegro, está escrito en la tonalidad de re mayor, en compás de 4/4 y sigue la forma sonata. La apertura suave y pensativa anticipa la estructura armónica que seguirá, pero no la rítmica, un recurso que Haydn utilizó con frecuencia en sus últimas sinfonías, pero no en las anteriores. El movimiento en su conjunto está impulsado por una insistente figura de cuatro notas de increíble energía, que sobrevive a indecorosas pausas y cadencias a lo largo del camino, pero se mantiene a través de todo y finalmente conduce al reposo. En un momento dado se produce una breve serie de modulaciones secuenciales mozartianas. No se trata tanto de una cita como de un guiño a una idea recogida recientemente. Este movimiento muestra uno de los recursos favoritos de Haydn, transformar el acompañamiento en melodía. Aquí, se hace de la manera más fácil posible al construir el tema principal a partir de notas repetidas. Una vez que el tema de notas repetidas se establece, entonces cada vez que el acompañamiento es de notas repetidas para el oyente suena como contrapunto temático.

### II.Andante
El segundo movimiento, Andante, está en sol mayor y en compás de 2/4. El movimiento lento comienza como un minueto de transparente sencillez, mientras que el tercer movimiento, un minueto y trío propiamente dicho, presenta un tema más pesado. Independientemente del nombre de cada uno, Haydn ha creado una sinfonía de cuatro movimientos con dos minuetos. Se basa en una canción de Haydn llamada Gegenliebe, Hob. XVIIa:16. La canción cuenta con un estribillo al estilo de un rondó. Los episodios contrastantes del rondó derivan de la melodía y están en modo menor.

### III.Menuet. Allegretto – Trio
El tercer movimiento, Menuet. Allegretto – Trio, está en re mayor y en compás de 3/4. 

### IV.Finale.La chasse. Presto
El cuarto y último movimiento, Finale. La chasse – Presto, retoma la tonalidad y el compás es 6/8. El Finale es un torbellino de cuatro minutos y medio evocador de una cacería, llamadas de trompa, dobladas por el oboe. Posee una energía casi demencial y un ritmo trepidante del que incluso Beethoven en su versión más implacable estaría orgulloso. Un segundo tema suave, como si el rastro se hubiera oscurecido temporalmente, se entromete, pero el impulso no decae y en otro instante el primer tema regresa y la persecución comienza de nuevo. A medida que el movimiento se precipita hacia la coda, el rastro se pierde de repente, la pista se enfría y la pieza se cierra simple y silenciosamente con una juguetona coda de estilo de obertura que va disminuyendo de intensidad. Junto con la famosa coda de la Sinfonía de los adioses, La chasse es una de las pocas sinfonías de Haydn que acaba silenciosamente. En palabras de Morrison, es una obra brillante, imposible de describir verbalmente.